# Sorbier
Sorbier là một xã ở tỉnh Allier thuộc miền trung nước Pháp.